# (1415) Malautra
(1415) Malautra est un astéroïde de la ceinture principale.

## Description
(1415) Malautra est un astéroïde de la ceinture principale. Il fut découvert le 4 mars 1937 à Alger par Louis Boyer. Il présente une orbite caractérisée par un demi-grand axe de 2,22 UA, une excentricité de 0,09 et une inclinaison de 3,4° par rapport à l'écliptique.

## Compléments